# Luis de Molina
Luis de Molina   (Conca, 29 de setembre de 1535 (Gregorià) - Madrid, 12 d'octubre de 1600) fou un jesuïta, teòleg i jurista castellà.
La seva doctrina sol rebre el nom de molinisme (cal no confondre-la amb el molinosisme, de Miguel de Molinos, un altre teòleg espanyol).

## Biografia
Del 1551 al 1562, Molina estudiar Dret a la Universitat de Salamanca i Escolàstica a la Universitat d'Alcalá de Henares i teologia a Coïmbra. Després de 1563, va esdevenir professor a la Universitat de Coïmbra i després va ensenyar a la Universitat d'Évora, Portugal. Des d'aquest càrrec va ser cridat, al cap de vint anys, a la càtedra de teologia moral de Madrid, on va morir.
Va estudiar Dret a la Universitat de Salamanca i Escolàstica a la Universitat d'Alcalá. Ingressà en la Companyia de Jesús i anà a estudiar a la Universitat de Coimbra, on començà la seva carrera.

## Obra
Se'l considera membre de l'Escola de Salamanca. Va combatre el determinisme, oposant-hi el lliure albir. Luis de Molina va arribar a enunciar que el poder no està en el governant, que no és més que un administrador, sinó en el conjunt dels administradors, els ciutadans considerats individualment, avançant-se ideològicament a les revolucions burgeses dels segles xviii i xix.

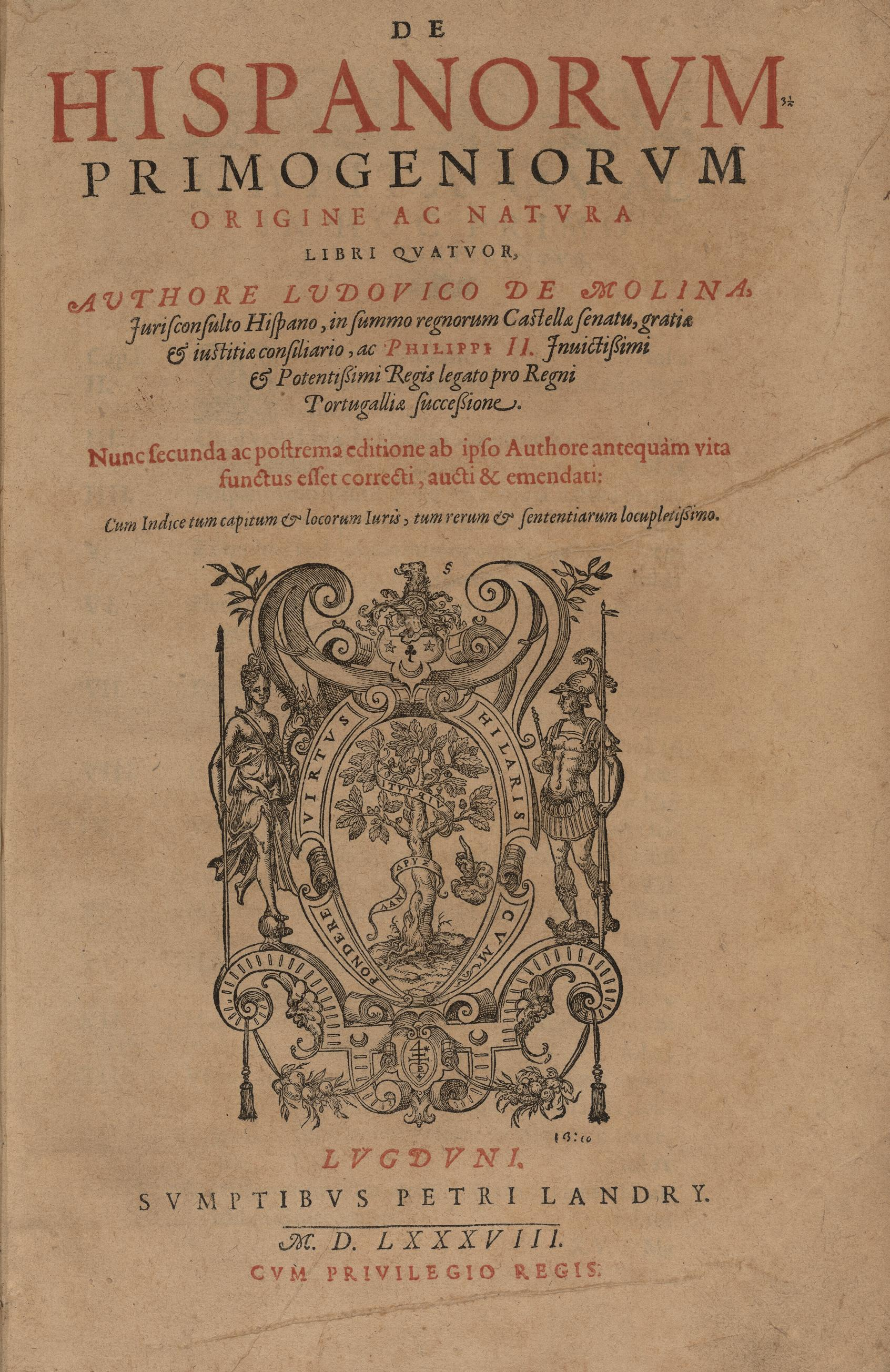
De Hispanorum primogeniorum origine ac natura, 1588
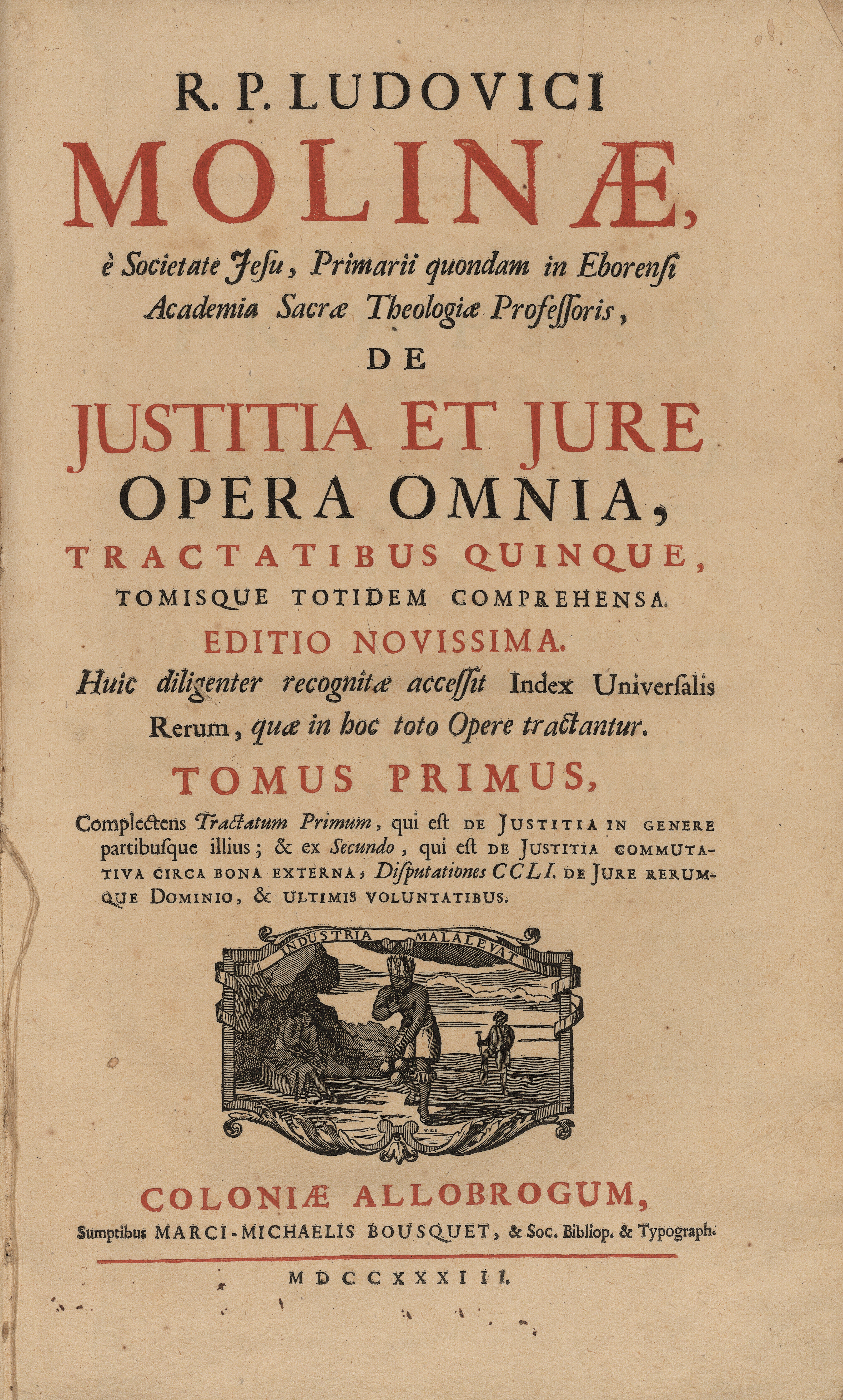
De iustitia et iure, 1733